# Santa Vitória do Ameixial
Santa Vitória do Ameixial is een plaats (freguesia) in de Portugese gemeente Estremoz en telt 491 inwoners (2001).